# Wachet! betet! betet! wachet!
Wachet! betet! betet! wachet! (BWV 70a und 70) ist der Titel von zwei Kirchenkantaten von Johann Sebastian Bach. Er komponierte eine Kantate in sechs Sätzen 1716 in Weimar für den 2. Adventssonntag, und erweiterte sie 1723 in Leipzig zu einer zweiteiligen Kantate für den 26. Sonntag nach Trinitatis.

## Geschichte und Worte
Bach schrieb die Kantate 1716 kurz vor dem Ende seiner Zeit als Konzertmeister am Hof von Johann Ernst von Sachsen-Weimar für den 2. Advent und führte sie am 6. Dezember 1716 in der Schlosskirche erstmals auf. Die vorgeschriebenen Lesungen waren Röm 15,4-13  und Lk 21,25-36 , die Wiederkunft Christi. Der Hofdichter Salomon Franck schrieb den Text und veröffentlichte ihn 1717 in Evangelische Sonn- und Fest-Tages-Andachten. Er verfasste einen Chor und vier Arien und endete mit der fünften Strophe des Chorals Meinen Jesum laß ich nicht von Christian Keimann.
Da in Leipzig im Advent tempus clausum herrschte und keine Kantatenmusik im Gottesdienst aufgeführt werden durfte, widmete Bach die Kantate für den 26. Sonntag nach Trinitatis mit ähnlicher Thematik um. Die vorgeschriebenen Lesungen für diesen Sonntag waren 2 Petr 3,3-13  und Mt 25,31-46 , das Jüngste Gericht. Ein unbekannter Dichter behielt die vorhandenen Sätze und erweiterte sie um Rezitative und einen Choral am Ende des ersten Teils, die letzte Strophe von Freu dich sehr, o meine Seele von Christoph Demantius.
Bach führte die erweiterte Kantate in seinem ersten Jahr in Leipzig am 21. November 1723 erstmals auf, und ein weiteres Mal am 18. November 1731.

## Besetzung und Aufbau
Die Kantate ist in Leipzig gesetzt für vier Solisten, Sopran, Alt, Tenor und Bass, vierstimmigen Chor, Trompete, Oboe, Fagott, zwei Violinen, Viola und Basso continuo. Die Satznummern der frühen Kantate stehen in Klammern.
Erster Teil
1. Coro: Wachet! betet! betet! wachet! (1.)
2. Recitativo (Bass): Erschrecket, ihr verstockten Sünder
3. Aria (Alt): Wenn kömmt der Tag, an dem wir ziehen (2.)
4. Recitativo (Tenor): Auch bei dem himmlischen Verlangen
5. Aria (Sopran): Laßt der Spötter Zungen schmähen (3.)
6. Recitativo (Tenor): Jedoch bei dem unartigen Geschlechte
7. Choral: Freu dich sehr, o meine Seele

Zweiter Teil
1. Aria (Tenor): Hebt euer Haupt empor (4.)
2. Recitativo col accompagnamento (Bass, Choral in Tromba): Ach, soll nicht dieser große Tag
3. Aria (Bass): Seligster Erquickungstag (5.)
4. Choral: Nicht nach Welt, nach Himmel nicht (6.)

## Musik
Die Musik der Kantate liegt nur in der Fassung BWV 70 vor. Bach gestaltete den Eingangschor in variierter da capo Form und baute den Chor in das Concerto der Instrumente ein. Eine charakteristische Trompete bläst Weckrufe und ruft figurative Bewegung in den anderen Stimmen hervor. Der Chor kontrastiert kurze Rufe "Wachet!" mit lang gehaltenen Akkorden "betet!".
Alle Instrumente begleiten das erste Rezitativ, das nacheinander die Furcht der Sünders, die Ruhe der Erwählten, die Zerstörung des Weltalls und die Angst der zum Gericht Gerufenen beschreibt.
Der erste Teil wird durch die letzte Strophe von Freu dich sehr, o meine Seele in vierstimmigem Satz abgeschlossen.
Das Rezitativ in Satz 9 beginnt mit einem Furioso, das den „unerhörten letzten Schlag“ beschreibt, während die Trompete den Choral Es ist gewisslich an der Zeit zitiert, der im Dreißigjährigen Krieg als eine Art Dies irae verstanden wurde. Das Rezitativ endet in einem langen Melisma auf die Worte „Wohlan, so ende ich mit Freuden meinen Lauf“. Die folgende Bass-Aria schließt sich unmittelbar an, ohne das übliche Ritornell, bezeichnet molt’ adagio. Nach der intimen Betrachtung des Gedankens „Jesus führet mich zur Stille, an den Ort, da Lust die Fülle.“ ist der Schlusschoral reich besetzt, drei unabhängige hohe Streicherstimmen geben dem vierstimmigen Chor besonderen Glanz.

## Einspielungen
LP / CD
- J. S. Bach: Cantatas BWV 68 & BWV 70. Kurt Thomas, Kantorei der Dreikönigskirche Frankfurt, Collegium Musicum, Ingeborg Reichelt, Sibylla Plate, Helmut Kretschmar, Erich Wenk. L’Oiseau-Lyre, 1952?
- Cantata BWV 70. Karl Richter, Münchener Bach-Chor, Kammerorchester des Bayerischen Staatsorchesters, Lotte Schädle, Hertha Töpper, Helmut Kretschmar, Kieth Engen. Andromeda, 1957.
- Les Grandes Cantates de J. S. Bach Vol. 23. Fritz Werner, Heinrich-Schütz-Chor Heilbronn, Württembergisches Kammerorchester Heilbronn, Hedy Graf, Barbara Scherler, Kurt Huber, Jakob Stämpfli. Erato, 1970.
- Die Bach Kantate Vol. 15. Helmuth Rilling, Gächinger Kantorei, Bach-Collegium Stuttgart, Arleen Augér, Verena Gohl, Lutz-Michael Harder, Siegmund Nimsgern. Hänssler, 1970/1982.
- J. S. Bach: Das Kantatenwerk - Sacred Cantatas Vol. 4. Nikolaus Harnoncourt, Tölzer Knabenchor, Concentus Musicus Wien, Solist des Tölzer Knabenchors, Paul Esswood, Kurt Equiluz, Ruud van der Meer. Teldec 19??
- J. S. Bach: Complete Cantatas Vol. 9. Ton Koopman, Amsterdam Baroque Orchestra & Choir, Sibylla Rubens, Bernhard Landauer, Christoph Prégardien, Klaus Mertens. Antoine Marchand, 1998.
- J. S. Bach: Cantatas Vol. 15 – Cantatas from Leipzig 1723. Masaaki Suzuki, Bach Collegium Japan, Yukari Nonoshita, Robin Blaze, Gerd Türk, Peter Kooij BIS, 2000.
- Bach Cantatas Vol. 13: Köln/Lüneburg. John Eliot Gardiner, Monteverdi Choir, English Baroque Soloists, Brigitte Geller, Michael Chance, Jan Kobow, Dietrich Henschel. Soli Deo Gloria, 2000.

DVD
- „Wachet, betet, betet, wachet!“. Kantate BWV 70. Rudolf Lutz, Chor und Orchester der J. S. Bach-Stiftung, Gudrun Sidonie Otto (Sopran), Margot Oitzinger (Alt), Daniel Johannsen (Tenor), Wolf Matthias Friedrich (Bass). Samt Einführungsworkshop sowie Reflexion von Jan Assmann. Gallus Media, 2014.